# Bo Bendsneyder
Bo Bendsneyder (* 4. März 1999 in Rotterdam) ist ein niederländischer Motorradrennfahrer mit indonesischen Wurzeln, der zuletzt für Pertamina Mandalika SAG Team in der Moto2-Klasse der Motorrad-Weltmeisterschaft fuhr.

## Karriere

### Anfangsjahre
Bo Bendsneyder begann im Alter von sechs Jahren seine Rennkarriere in der niederländischen Minimoto-Meisterschaft. Nach zwei Titeln 2011 und 2012 im niederländischen Moriwaki-Cup und Rang acht in der Moto3-Klasse der deutschen Meisterschaft im Jahr 2013 wechselte Bendsneyder 2014 in den Red Bull MotoGP Rookies Cup.

### Red Bull Rookies Cup
In der Saison 2014 startete Bo Bendsneyder im Red Bull Rookies Cup. Er gewann sein erstes Rennen in dieser Klasse im Rahmen der Dutch TT in Assen und schloss die Saison als Neunter in der Fahrerwertung ab. 2015 startete er als einer der Favoriten in die Saison und gewann mit 49 Punkten Vorsprung auf den Italiener Fabio Di Giannantonio den Titel.

### Moto3
Zur Saison 2016 stieg Bendsneyder in die Moto3-Klasse der Motorrad-Weltmeisterschaft auf und startete im Team Red Bull KTM Ajo an der Seite von Brad Binder. Seine erste Podiumsplatzierung gelang ihm im September beim Großen Preis von Großbritannien in Silverstone mit Rang drei hinter Binder und Francesco Bagnaia (Mahindra).

### Moto2
Zu Beginn der Saison 2018 wechselte Bendsneyder in die Moto2-Klasse zu Tech 3 Racing.

## Statistik

### Erfolge
- 2015 – Red-Bull-MotoGP-Rookies-Cup-Sieger auf KTM

### In der Motorrad-Weltmeisterschaft
(Stand: Großer Preis von San Marino, 8. September 2024)
| Saison | Klasse | Team                         | Motorrad | Rennen | Siege | Zweiter | Dritter | Poles | Schn. Runden | Punkte | Ergebnis |
| ------ | ------ | ---------------------------- | -------- | ------ | ----- | ------- | ------- | ----- | ------------ | ------ | -------- |
| 2016   | Moto3  | Red Bull KTM Ajo             | KTM      | 18     | –     | –       | 2       | –     | –            | 78     | 14.      |
| 2017   | Moto3  | Red Bull KTM Ajo             | KTM      | 17     | –     | –       | –       | –     | –            | 65     | 15.      |
| 2018   | Moto2  | Tech 3 Racing                | Tech 3   | 15     | –     | –       | –       | –     | –            | 2      | 29.      |
| 2019   | Moto2  | NTS RW Racing GP             | NTS      | 19     | –     | –       | –       | –     | –            | 7      | 26.      |
| 2020   | Moto2  | NTS RW Racing GP             | NTS      | 15     | –     | –       | –       | –     | –            | 18     | 23.      |
| 2021   | Moto2  | Pertamina Mandalika SAG Team | Kalex    | 18     | –     | –       | –       | –     | –            | 46     | 16.      |
| 2022   | Moto2  | Pertamina Mandalika SAG Team | Kalex    | 20     | –     | –       | –       | –     | –            | 87     | 13.      |
| 2023   | Moto2  | Pertamina Mandalika SAG Team | Kalex    | 19     | –     | –       | 1       | –     | –            | 30     | 21.      |
| 2024   | Moto2  | Pertamina Mandalika SAG Team | Kalex    | 10     | –     | –       | –       | –     | –            | 7      | 27.      |
| Gesamt | Gesamt | Gesamt                       | Gesamt   | 151    | 0     | 0       | 3       | 0     | 0            | 340    |          |

### In der Supersport-Weltmeisterschaft
(Stand: 21. Februar 2025)
| Saison | Team                    | Motorrad            | Rennen | Siege | Zweiter | Dritter | Poles | Schn. Runden | Punkte | Ergebnis |
| ------ | ----------------------- | ------------------- | ------ | ----- | ------- | ------- | ----- | ------------ | ------ | -------- |
| 2024   | MV Agusta Reparto Corse | MV Agusta F3 800 RR | 4      | —     | —       | 1       | —     | —            | 44     | 18.      |
| 2025   | MV Agusta Reparto Corse | MV Agusta F3 800 RR | 1      | —     | —       | —       | 1     | 1            | 13     | 4.       |
| Gesamt | Gesamt                  | Gesamt              | 5      | 0     | 0       | 1       | 1     | 1            | 57     |          |